# Никулино (Марковский сельсовет, Вологодский район)
Никулино — деревня в Вологодском районе Вологодской области.
Входит в состав Марковского сельского поселения, с точки зрения административно-территориального деления — в Марковский сельсовет.
Расстояние по автодороге до районного центра Вологды — 23 км, до центра муниципального образования Васильевского — 1 км. Ближайшие населённые пункты — Закобяйкино, Яковлево, Васильевское, Лукинцево, Бурдуково, Косково, Болотово, Паприха, Тишиново.
По переписи 2002 года население — 2 человека.